# Mädchenkopf im Kissen
Der Mädchenkopf im Kissen ist ein Gemälde des deutschen Malers Lovis Corinth aus dem Jahr 1898. Das Bild ist eine Porträtdarstellung einer jungen Frau, die liegend auf einem weißen Kissen dargestellt ist. Gemalt wurde es von Corinth zum Ende seiner Zeit in München. Das in Ölfarben auf Leinwand gemalte Bild ist breitoval mit einer Breite von 55 Zentimetern und einer Höhe von 44,5 Zentimetern. Das Bild befindet sich seit seiner Entstehung in Privatbesitz und gelangte mehrfach in den Kunsthandel, zuletzt am 8. Dezember 2020 als Teil der Sammlung des 2010 verstorbenen Industriellen Hinrich Bischoff.

## Bildbeschreibung
Das ovale Bild zeigt den Kopf einer liegenden jungen Frau im Bett. Sie liegt auf einem weißen Kissen und ist von einer ebenfalls weißen Decke bis zur Schulter verdeckt, der Kopf weist zur für den Betrachter linken Seite des Bildes. Die Porträtierte hat dunkle, gelockte Haare, die in die Stirn fallen und hinter dem vorderen Haaransatz von einer weißen Schlafhaube bedeckt sind, deren seitliche Bänder unter dem Kinn zu einer Schleife gebunden sind. Sie blickt den Betrachter und damit auch den Maler direkt aus dunkelbraunen Augen an, die Wangen und auch die Lippen sind gerötet. Unterhalb des Halses ragen zudem die Finger ihrer rechten Hand aus der Decke und liegen auf dem Kissen auf. 
Den Hintergrund bilden die weißen Kissen und Decken, die das Gesicht gemeinsam mit der Schaufhaube einrahmen. Betont wird dieser Rahmen noch durch die in den Ecken gemalte und einem Rahmen nachempfundene dunkle Umrandung des zentralen Ovals. Das Bild wurde am oberen Bildrand signiert mit Lovis Corinth. ohne Jahresangabe.

## Entstehung und Hintergrund
Über die Entstehung und auch die Identität der Porträtierten liegen kaum Informationen vor. Charlotte Berend-Corinth ordnete es in ihrem 1958 erschienenen Werkverzeichnis der Gemälde ihres Mannes mit der Katalognummer 158 (BC 158) ein und schrieb als einzige Bemerkung hinzu, dass es in München gemalt wurde.
Neben dem Mädchenkopf im Kissen sind von Lovis Corinth noch zwei weitere, hochformatige, Bilder bekannt, die als Das traurige Mädchen und Das lustige Mädchen bekannt sind. Dabei handelt es sich zum einen um einen um eine Aktdarstellung, bei der die Frau ihn Gesicht verdeckt, und zum anderen um einen Teilakt, bei dem sie ihren Körper mit einem Laken umhüllt. Bei beiden Bildern ist der aktuelle Verbleib unbekannt.

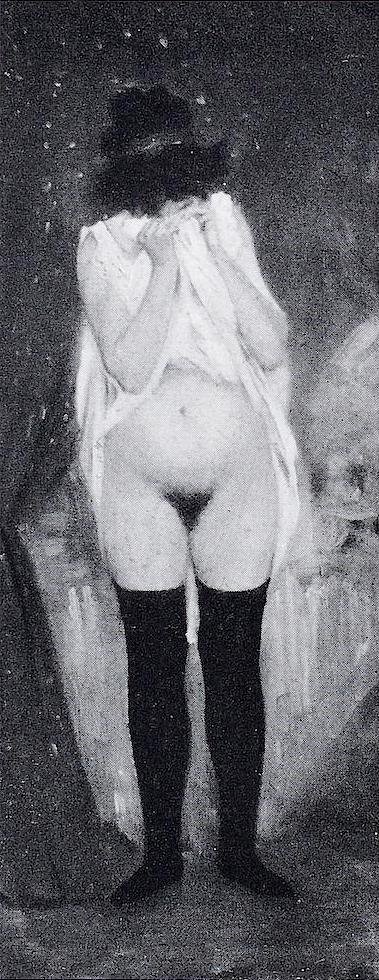
Das traurige Mädchen, 1898 (BC 155)
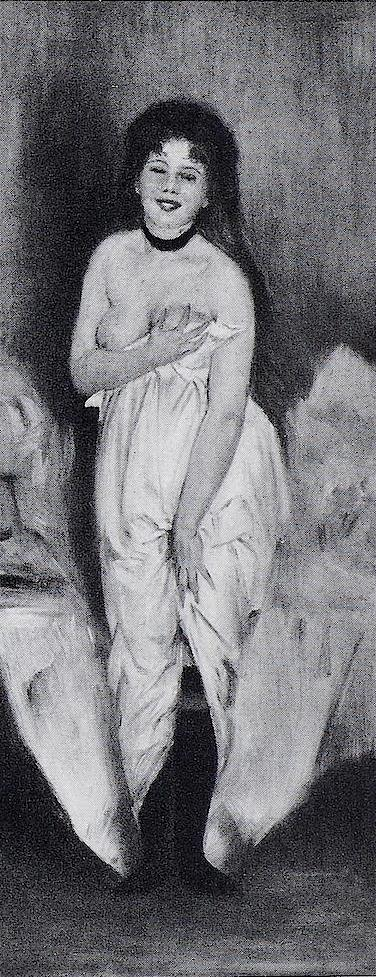
Das lustige Mädchen, 1898 (BC 157)

Laut der Darstellung des Auktionshaus Lempertz „lächelt das Mädchen […] den Betrachter direkt in ungekünstelter Fröhlichkeit an.“ Danach wird „die Intimität der Situation […] durch den engen Bildausschnitt und die gemalte querovale Rahmung noch unterstrichen“ und „der Betrachter kann sich als direkter Adressat ihres Lächelns ansehen, spürt aber zugleich die spielerische, erotisch aufgeladene Beziehung zwischen Maler und Modell.“

## Provenienz

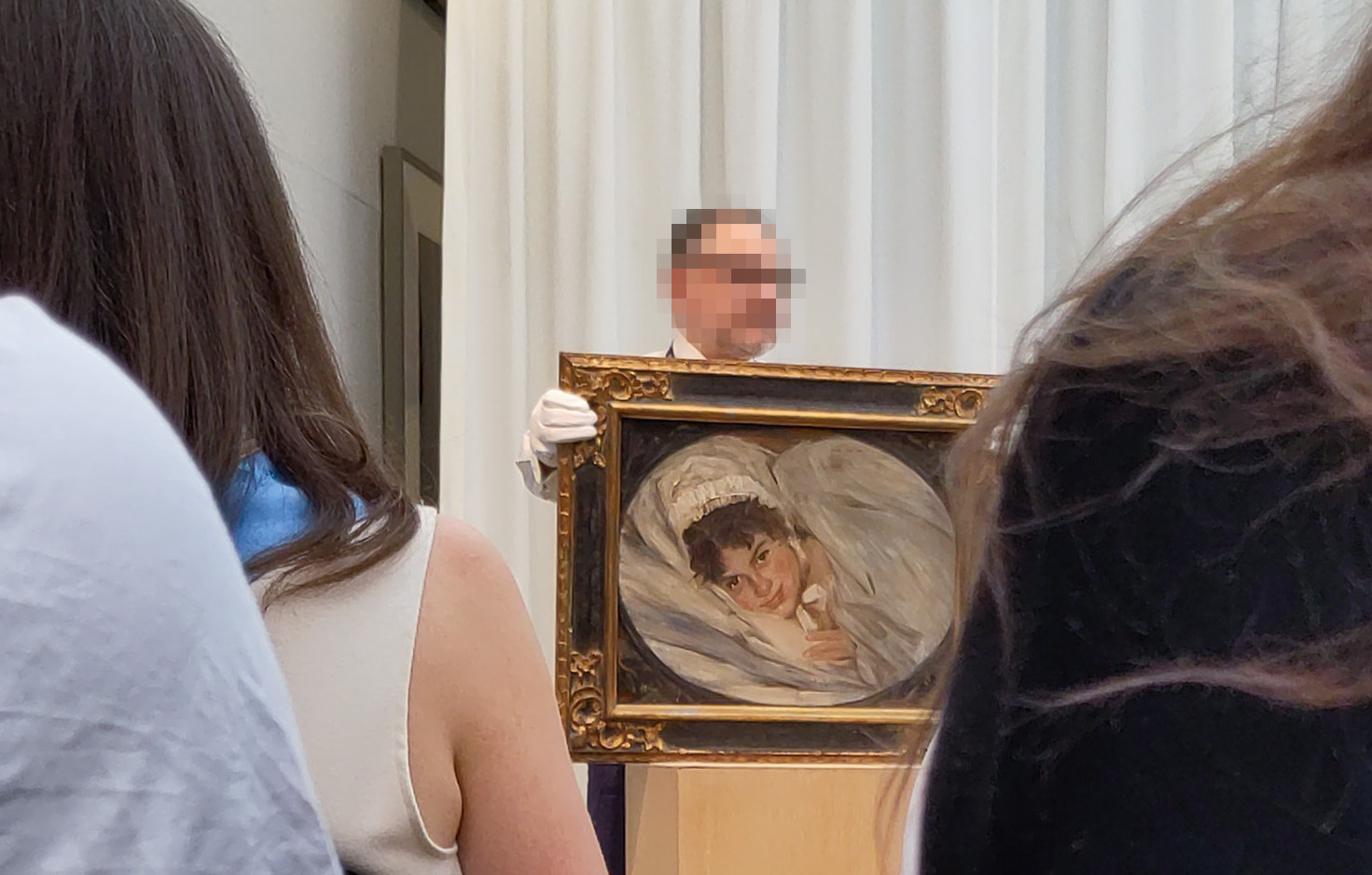
Versteigerung bei Lempertz im Mai 2025 (Auktion 1268 - Evening Sale – Moderne Kunst)

Laut dem Werkverzeichnis befand sich das Bild nach seiner Entstehung in der Sammlung von Frl. A. Weeber in München. Danach gelangte es demnach an das von dem Kunsthändler Israel Ber Neumann gegründete Graphische Kabinett Bremen und wurde danach wieder an eine Privatsammlung in Bremen verkauft.
Am 24. November 1989 wurde das Bild bei einer Auktion der Villa Grisebach in Berlin verkauft. Am 9. Oktober 1997 wurde es dann bei Christie’s in London versteigert, wo es von dem Industriellen Hinrich Bischoff gekauft wurde. Dieser verstarb am 11. November 2005, Teile seiner Sammlung und damit auch der Mädchenkopf im Kissen wurden am 8. Dezember 2020 im Auktionshaus Lempertz in Köln versteigert, dabei erzielte es einen Preis von 81.250 Euro. Am 30. Mai 2025 wurde das Bild erneut bei Lempertz versteigert und erzielte 94.500 Euro.

## Belege
1. 1 2 3  
Charlotte Berend-Corinth: Lovis Corinth: Die Gemälde. Neu bearbeitet von Béatrice Hernad. Bruckmann Verlag, München 1992, ISBN 3-7654-2566-4, BC 158, S. 77.
2. 1 2  
Charlotte Berend-Corinth: Lovis Corinth: Die Gemälde. Neu bearbeitet von Béatrice Hernad. Bruckmann Verlag, München 1992, ISBN 3-7654-2566-4, BC 158, S. 77.
3. 1 2  
Charlotte Berend-Corinth: Lovis Corinth: Die Gemälde. Neu bearbeitet von Béatrice Hernad. Bruckmann Verlag, München 1992, ISBN 3-7654-2566-4, BC 158, S. 77.
4. 1 2  Mädchenkopf im Kissen - Lot 5, Auktion 1268 – Evening Sale - Moderne und Zeitgenössische Kunst. In: https://www.lempertz.com/. Lempertz, 31. Mai 2025, abgerufen am 31. Mai 2025.
5. ↑  Lovis Corinth - Mädchenkopf im Kissen auf lempertz.com, Auktion 1168 vom 8. Dezember 2020, „Meisterwerke der Sammlung Bischoff“; abgerufen am 28. April 2025.